# Šuniči Ikenoue
Šuniči Ikenoue (japonsky 池ノ上 俊一, * 16. února 1967) je bývalý japonský fotbalista.

## Klubová kariéra
Hrával za Matsushita Electric, Yokohama Flügels a Tosu Futures.

## Reprezentační kariéra
S japonskou reprezentací se zúčastnil Mistrovství Asie ve fotbale 1988.